# William Murdoch
William Murdoch (Lugar, 1754 – Handsworth, 1839) è stato un ingegnere scozzese.
Murdoch era un impiegato di Matthew Boulton e James Watt e lavorò per loro in Cornovaglia come tecnico di macchine a vapore. Nel 1792 avviò alcuni studi sulla distillazione del carbon fossile che lo portarono, nel 1802, ad essere in grado di fornire illuminazione a gas alle officine di Soho.